# Ruisseau du Lac à la Loutre
Ruisseau du Lac à la Loutre är ett vattendrag i Kanada.   Det ligger i provinsen Québec, i den sydöstra delen av landet, 50 km nordväst om huvudstaden Ottawa.
Omgivningarna runt Ruisseau du Lac à la Loutre är en mosaik av jordbruksmark och naturlig växtlighet. Runt Ruisseau du Lac à la Loutre är det glesbefolkat, med 10 invånare per kvadratkilometer.